# 镰芒针茅
镰芒针茅（学名：Stipa caucasica）为禾本科针茅属下的一个种。

## 扩展阅读
- 維基物種上的相關：镰芒针茅